# Бедри Рюстемов
Бедри Рейхатов Рюстемов е български футболист, който играе като полузащитник за Локомотив (Горна Оряховица),поради лоша игра и невъзпитание, той е изгонен. През 2010 заминава за Малта в отбора на Пиета Хоспърс,след 4-годишен период там отбора го продава за италианския Гранд Лацио. Там прекарва 2 години в детско-юношските школи като през това време се завръща в България,за да представлява националната фланелка на u 17.2013 подписва за Novara.Година по-късно подписва Pro Patria.2015 се премества в Испания подписвайки за Lleida Esportiu и е изпратен под наем.
Септември 2016 подписва за Atlerico Saguntino,които също са в Segunda B.
2017 се завръща в България за отбора за Локо Горна, които са в елитната дивизия. След 2-годишен престой там подписва за Верея.

## Кариера

### Раждане и начало на кариерата си
Роден е във Велико Търново на 17 ноември 1995 година. През 2014 г. се присъединява към италианския отбор Про Патира.
През 2015 г. се мести в Испания, като се присъединява към Лейда Еспорито, а после за малко играе в Лозетензе. През септември 2016 г. той подписва с отбора Атлетико Сагунтино.

### Локомотив (Горна Оряховица)
На 17 февруари 2017 г. той се завръща в България за да се присъедини към Локомотив (Горна Оряховица). Той прави дебюта си в Първа лига за Локомотив на 2 април 2017 г. при победата на отбора с 5:0 срещу Верея, като влиза в игра в 86-ата минута.